# 이재곤 (조선귀족)
이재곤(李載崑, 1859년 4월 8일(음력 3월 6일) ~ 1943년 7월 11일)은 조선 말기의 왕족이자 정치인, 대한제국의 황족으로 정미칠적의 한 사람이며, 1907년부터 1909년까지 이완용 내각의 학부대신을 지냈다. 독립운동가인 이관용은 그의 셋째 아들이기도 했다. 본관은 전주로서 고종과는 같은 항렬의 왕실 종친이다. 흥완군 이정응에게 입적된 완순군 이재완의 친동생이다. 본적은 경성부 종로이며, 아호는 동원(東園)이다.

## 생애
경기도 양주군에서 참봉, 현령을 지내고 증 의정부좌찬성에 추증된 이신응(李愼應)과 그의 부인 전주최씨의 아들로 태어났다. 할아버지 이도본(李道本)은 증 이조판서이고, 증조부 이술초(李述初)는 증 이조참판이다. 서천군 이황(西川君 李榥)의 아들 이정욱(李廷煜)의 6대손이다. 1880년 과거에 급제하여 승정원의 벼슬을 시작으로 홍문관 교리와 지방의 현감 등을 거쳤다.
1896년 비서원경, 1898년 종정원경, 1902년 회계원경 등을 지내며 점차 고위직에 올랐다. 1907년 한일신협약 체결 때는 학부대신으로서 공을 세웠고, 일본 정부로부터 훈1등 욱일대수장을 서훈받았다.
이후 신사회, 대동학회, 대한여자흥학회, 한자통일회, 국민연설회 등의 각종 친일 단체에서 임원을 맡는 등 적극적인 친일 활동을 하였고, 1909년 이토 히로부미가 안중근에 살해되었을 때는 한자통일회 지회장으로서 한자통일회이등박문추도회를 개최하였다.
1910년 한일 병합 조약이 체결된 뒤 일본 정부로부터 자작 작위와 은사공채 5만원을 받고, 조선총독부 중추원 고문에도 임명되었다. 1912년에는 일본 정부로부터 한국병합기념장을 받았다.
한일 병합 후에는 불교계와 왕실을 중심으로 꾸준한 친일 활동을 했다. 1915년 조선총독부가 후원하여 조직된 불교 종단인 삼십본산연합사무소 고문을 맡았으며, 1917년에는 불교옹호회 고문도 역임했다. 1915년 다이쇼 천황 즉위 축하를 위한 행사가 경성신사에서 열렸을 때 참석했고, 1917년 순종이 일본 황실 참배를 갈 때 수행했다.
3·1 운동 때 권중현과 함께 작위를 반납할 의사를 표시했으나 일본 정부로부터 거절당한 바 있다. 일제 강점기 동안 광나루에 별장을 갖고 있을 만큼 호화롭게 살았고, 1960년 보도에 따르면 자손들도 서울 중구 세종로에서 부유한 생활을 하고 있었다.

## 사후
2002년 발표된 친일파 708인 명단과 2008년 발표된 민족문제연구소의 친일인명사전 수록예정자 명단에 자신의 작위를 습작 받은 손자 이해국과 함께 선정되었다.
2006년 친일반민족행위진상규명위원회가 조사 발표한 친일반민족행위 106인 명단에도 포함되었다. 2007년 대한민국 친일반민족행위자재산조사위원회는 이재곤 소유의 토지에 대한 국가 귀속 결정을 내렸다. 국가에 귀속된 이재곤의 재산은 시가 약 43억 원 가량이며, 후손들은 조사 단계에서부터 이의신청을 제기한 바 있다.

## 가족 관계
- 부 : 이신응(李愼應), 초명 이신오(李愼五)
- 모 : 전주최씨(全州崔氏), 최병익(崔秉益)의 딸
  - 형 : 이재완
  - 부인 대구서씨(大邱徐氏, 1858년 12월 7일 ~ ?) 서계순(徐啓淳)의 딸
    - 장남: 이원용(李源鎔, 1889년 ~ 1943년)
      - 손자 : 이해국(李海菊)

    - 차남 : 이윤용(李潤鎔)
    - 삼남 : 이연용(李淵鎔)
    - 사남 : 이관용(李灌鎔, 1891년 ~ 1933년)
    - 오남 : 이순용(李淳鎔)
    - 육남 : 이운용(李沄鎔)
    - 칠남 : 이면용(李沔鎔)
    - 딸 : 이씨(李氏)
    - 사위 : 달성 서씨 서정억(徐廷億)

## 같이 보기
- 대동학회
- 한자통일회이등박문추도회
- 이관용

## 참고자료
- 친일반민족행위진상규명위원회 (2006년 12월). 〈이재곤〉 (PDF). 《2006년도 조사보고서 II - 친일반민족행위결정이유서》. 서울. 145~161쪽쪽. 발간등록번호 11-1560010-0000002-10. 2007년 9월 26일에 원본 문서 (PDF)에서 보존된 문서. 2007년 6월 18일에 확인함.